# Ray Ruffels
Raymond Owen "Ray" Ruffels (Sydney, 23 de março de 1946) é um ex-tenista profissional australiano.
Ray Ruffels foi campeão de Grand Slam em duplas, finalista de Grand Slam em duplas mistas.